# Nombela (kommunhuvudort)
Nombela är en kommunhuvudort i Spanien.   Den ligger i provinsen Toledo och regionen Kastilien-La Mancha, i den centrala delen av landet, 70 km väster om huvudstaden Madrid. Nombela ligger 484 meter över havet och antalet invånare är 998.
Terrängen runt Nombela är platt åt sydost, men åt nordväst är den kuperad. Runt Nombela är det ganska glesbefolkat, med 24 invånare per kvadratkilometer. Närmaste större samhälle är Santa Olalla, 15,9 km söder om Nombela. Trakten runt Nombela består i huvudsak av gräsmarker.